# Jægerspris Nordskov
Jægerspris Nordskov este o arie protejată (arie de protecție specială avifaunistică — SPA) din Danemarca întinsă pe o suprafață de 1.524 ha, integral pe uscat.

## Localizare
Centrul sitului Jægerspris Nordskov este situat la coordonatele 55°53′30″N 12°00′05″E / 55.891667°N 12.001389°E.

## Înființare
Situl Jægerspris Nordskov a fost declarat arie de protecție specială avifaunistică în mai 1983 pentru a proteja 4 specii de animale.

## Biodiversitate
Situată în ecoregiunea continentală, aria protejată nu include niciun habitat protejat.
La baza desemnării sitului se află mai multe specii protejate de  păsări (4): caprimulg (Caprimulgus europaeus), ciocănitoare neagră (Dryocopus martius), sfrâncioc roșiatic (Lanius collurio), viespar (Pernis apivorus).